# Self Portrait
Self Portrait es el décimo álbum de estudio del músico estadounidense Bob Dylan, publicado por la compañía discográfica Columbia Records en junio de 1970. Tras Blonde on Blonde, es el segundo álbum doble en la carrera musical de Dylan e incluyó en su mayoría versiones de canciones de otros artistas, además de nuevas composiciones, temas instrumentales y cuatro canciones interpretadas con The Band en directo en el Festival de la Isla de Wight en agosto de 1969.
Inmerso en una vida hogareña tras el nacimiento de sus hijos Jesse y Jakob y ausente de los escenarios desde hacía tres años, Dylan aseguró a la revista Rolling Stone que grabó Self Portrait con el objetivo de publicar un trabajo mediocre, en respuesta a quienes le seguían considerando «portavoz de una generación» a raíz del éxito conseguido a mediados de la década de 1960. Según esta versión, el lanzamiento de Self Portrait fue por tanto una estrategia deliberada para frenar el acoso continuo de la prensa y de sus seguidores, que le animaban a retomar su estatus en el movimiento contracultural de la década del que Dylan se alejó deliberadamente desde la publicación de John Wesley Harding. Sin embargo, otros periodistas como Robert Shelton señalaron que Self Portrait era una publicación seria.
A pesar de la divergencia de versiones y de alcanzar el primer puesto en la lista de discos más vendidos del Reino Unido y el cuatro en la lista estadounidense Billboard 200, Self Portrait fue el primer álbum de Dylan en recibir críticas negativas de la mayoría de la prensa musical: al respecto, Greil Marcus de Rolling Stone llegó a publicar una reseña bajo el título «What is this shit?» —en español: «¿Qué es esta mierda?»—. 
El álbum, que también fue certificado como disco de oro por la RIAA, fue sujeto de revisión con la publicación, cuatro décadas después, de The Bootleg Series Vol. 10: Another Self Portrait (1969-1971), un doble recopilatorio con demos, descartes y tomas alternativas del periodo comprendido entre la grabación de los álbumes Nashville Skyline y New Morning, en el que se enmarca Self Portrait. A diferencia de su primera versión, Another Self Portrait obtuvo mejores reseñas de la prensa musical, incluyendo una revisión de Marcus en la que señaló que el álbum era «simplemente fantástico».

## Trasfondo

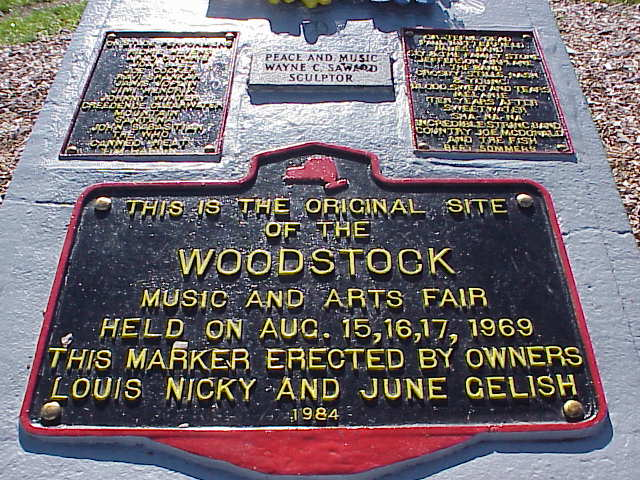
La afluencia de gente en Woodstock obligó a Bob Dylan a regresar a Nueva York y motivó al músico a publicar Self Portrait.

El lanzamiento de Self Portrait coincidió con un periodo en el que Bob Dylan había abandonado las giras a raíz de un accidente de motocicleta que sufrió en julio de 1966. Durante su convalecencia, el músico trabajó con The Band en el sótano de «Big Pink», un chalé de Woodstock donde grabó canciones que años después fueron recopiladas por Columbia Records en The Basement Tapes.
Su primer trabajo después del accidente fue John Wesley Harding, un álbum marcado por un nuevo giro al folk en contraposición con sus tres anteriores trabajos —Bringing It All Back Home, Highway 61 Revisited y Blonde on Blonde—, en los cuales Dylan utilizó por primera vez una guitarra eléctrica y un grupo de respaldo. John Wesley Harding fue también el primero de una serie de trabajos que comenzó a grabar en Nashville junto a Bob Johnston como productor, coincidiendo con un periodo en el que se alejó deliberadamente del movimiento contracultural hippie de la década de 1960. El nacimiento de sus hijos Jakob y Jesse y su nueva afición por la pintura motivaron a Dylan a llevar una vida hogareña en Woodstock y a disminuir su actividad como compositor. Sin embargo, la organización del Festival de Woodstock atrajo a miles de seguidores al pueblo, y algunos llegaron a allanar su hogar, por lo que se vio obligado a regresar a Nueva York. Según relató a la revista Rolling Stone: 

«Luego vinieron las grandes noticias sobre Woodstock, y era como una oleada de insanidad alrededor de mi casa día y noche. Entrabas en casa y encontrabas a gente allí, la gente saliendo del bosque, llamando a la puerta a cualquier hora del día. Era deprimente. Y no había forma de responder a todos. Era como si estuvieran chupándote la sangre. Esto sucedió cuando tuvo lugar el Festival de Woodstock, que fue la suma total de toda esa mierda. Parecía que tenía que ver algo conmigo, con la Nación Woodstock, y todo lo que representaba. De modo que no podíamos respirar. No podía encontrar espacio para mi familia ni para mí, y nadie te ayudaba. Me resentí del asunto y nos marchamos».

En Chronicles, Vol. 1, el primer volumen de sus memorias, Dylan corroboró la situación que vivió en Woodstock: «El ambiente se volvió tenso, y la paz, difícil. Lo que había sido un plácido refugio dejó de serlo de pronto. Hatajos de gorrones peregrinaban desde California. Tontos del culo irrumpían en casa a todas horas de la noche. Al principio se trataba de nómadas sin techo que entraban ilegalmente. Se me antojaban más bien inofensivos, pero luego empezaron a llegar radicales sin escrúpulos en busca del "Príncipe de la Protesta": personajes de aspecto sospechoso, tipas que semejaban gárgolas, espantajos y vagabundos con ganas de fiesta que saqueaban la despensa».
Sucesivos trabajos como Nashville Skyline mantuvieron el estilo de John Wesley Harding con temáticas alejadas del interés político-cultural. La reciente actitud de Dylan se contrapuso con el estatus cultural que ganó de la mano de canciones como «Masters of War», «The Lonesome Death of Hattie Carroll» y «A Hard Rain's a-Gonna Fall», en las que mostraba interés por temas actuales como la crisis de los misiles en Cuba o el movimiento por los derechos civiles, entre otros. Dicha actitud no implicó que perdiera su importancia en el movimiento contracultural a finales de la década, marcada por eventos como la guerra de Vietnam, el asesinato de Martin Luther King, Jr. y la llegada de Richard Nixon a la Presidente de los Estados Unidos, y mantuvo su estatus de «portavoz de una generación», un apelativo con el que nunca se sintió conforme. Según el biógrafo Clinton Heylin: «Si a Dylan le preocupaba conservar un puesto en la circunscripción del rock, hacer álbumes con Johnny Cash en Nashville fue equivalente a la abdicación para muchos ojos».
Sin embargo, Dylan siguió sufriendo el acoso de seguidores cuando volvió con su familia a Nueva York. Dicha situación marcó, según su entrevista con Rolling Stone en 1984, el concepto de Self Portrait, un doble álbum de versiones, descartes y grabaciones en directo. «La Nación Woodstock había tomado también MacDougal Street. Y dije: "Bien, que les jodan. Espero que esa gente se olvide de mí. Quiero hacer algo que no quieran. Lo verán, lo escucharán, y dirán: "Fijémonos en otra persona. Ya no dice nada. Ya no nos dará lo que queremos"". Pero el tiro salió por la culata. Porque el álbum salió, y la gente dijo: "Esto no es lo que queremos", y se volvieron más resentidos. E hice este autorretrato para la portada. Quiero decir, que el álbum no tenía título. Hice la portada en cinco minutos. Y dije: "Bien, lo llamaré Self Portrait"».
Sin embargo, las diferentes versiones que Dylan ofreció a los medios de comunicación hacen difícil conocer sus verdaderas motivaciones tras Self Portrait. El periodista Robert Shelton señaló que su impresión sobre Self Portrait era la de una publicación seria: «Le dije a Dylan que Self Portrait me desconcertaba», escribió Shelton en 1986. «Él indicó que si el álbum lo hubiera publicado Elvis Presley o The Everly Brothers, no habría causado tanto impacto».

## Grabación
| «Self Portrait fue un puñado de canciones que creamos las veces que iba a Nashville. Hicimos ese material para conseguir un sonido [de estudio]. Para abrir hacíamos dos o tres canciones, solo para hacer las cosas bien, y luego seguíamos adelante y hacíamos lo que teníamos que hacer. Y luego hubo un montón de otras cosas que se quedaron en el estante». —Bob Dylan en Biograph (1985). |

Las canciones de Self Portrait fueron registradas en seis sesiones de grabación divididas entre mediados de 1969 y comienzos de 1970. La primera sesión tuvo lugar el 24 de abril de 1969, apenas dos semanas después del lanzamiento de Nashville Skyline. Bajo la producción musical de Bob Johnston, Dylan grabó nuevamente con músicos de las sesiones de Nashville Skyline: Charlie Daniels a la guitarra, Charlie McCoy al bajo, Bob Wilson al piano, Peter Drake al pedal steel guitar y Kenneth Buttrey a la batería. Ese mismo día grabó diversas tomas de «Living the Blues» y «Spanish is the Loving Tongue», de las cuales solo la primera apareció en Self Portrait. Una versión de «Spanish is the Loving Tongue» fue incluida en Dylan, un álbum recopilado por Columbia después de que el músico abandonara la compañía y firmara un contrato con Asylum Records en 1973. Dos días después, el grupo llevó a cabo una segunda sesión dedicada a versiones de otros artistas como «Take Me As I Am», «A Fool Such As I», «I Forgot More Than You'll Ever Know» y «Let It Be Me». Salvo «A Fool Such As I», que fue descartada, las tres restantes fueron incluidas en Self Portrait.
La grabación del álbum se vio interrumpida el 1 de mayo, cuando Dylan grabó tres canciones —«Girl from the North Country», «I Threw It All Away» y «Living the Blues»— en el Ryman Auditorium para el programa de televisión The Johnny Cash Show, emitido el 7 de junio. Dos días después, Dylan organizó una tercera y última sesión, con la adición de Doug Kershaw al violín, en la que grabó versiones del tema de los hermanos Bryant «Take a Message to Mary» y de la canción de Lorenz Hart y Richard Rodgers «Blue Moon», ambas publicadas en Self Portrait, además de dos composiciones de Cash: «Ring of Fire» y «Folsom Prison Blues», aún inéditas.
Durante los seis meses restantes, Dylan archivó temporalmente el proyecto y realizó otras actividades. El 31 de agosto, semanas después del Festival de Woodstock, Dylan ofreció su primer concierto en casi un año y medio en el Festival de la Isla de Wight con The Band. Aunque el concierto fue grabado con la intención de publicarlo, el proyecto fue guardado y solo cuatro canciones —«Like a Rolling Stone», «The Mighty Quinn (Quinn the Eskimo)», «Minstrel Boy» y «She Belongs to Me»— fueron incluidas en Self Portrait.
Tras el nacimiento de Jakob, su cuarto hijo, Dylan retomó el álbum. En 1970, nuevamente bajo la producción de Johnston, organizó tres nuevas sesiones los días 3, 4 y 5 de marzo. El primer día grabó versiones de «Little Sadie», «Belle Isle», «Copper Kettle», «It Hurts Me Too» y «The Boxer» con la colaboración de Al Kooper y David Bromberg. Al día siguiente, con la incorporación de Stu Woods y Alvin Rogers, grabó un tema instrumental, «Wigwam», así como versiones de «Days of '49» y «Early Morning Rain», incorporadas a Self Portrait. Un día después, durante la sexta y última sesión, grabó dos versiones de «Alberta» y «Gotta Travel On», así como un tema titulado «All the Tired Horses» e interpretado por Hilda Harris, Albertine Robinson y Maeretha Stewart.
Durante las tres últimas sesiones de Self Portrait, Dylan también grabó descartes como «Went To See The Gypsy» y «Time Passes Slowly» que rescató meses después para New Morning, y canciones aún inéditas, mayoritariamente composiciones de otros artistas, como «Thirsty Boots», «Tattle O-Day» y «This Evening So Soon». Finalmente, varias canciones como «Copper Kettle» y «All the Tired Horses» fueron retocadas con sobregrabaciones de orquestación en varias sesiones entre el 11 de marzo y el 3 de abril, sin la presencia de Dylan.

## Recepción
La prensa musical, que había recibido la mayoría de los trabajos de Bob Dylan con buenas reseñas hasta entonces, criticó por primera vez al músico a raíz de la publicación de Self Portrait. Greil Marcus, de la revista Rolling Stone, fue especialmente crítico con Self Portrait al publicar una crónica encabezada con el titular: «What is this shit?» (en español: «¿Qué es esta mierda?»). A pesar del encabezado, Marcus evaluó Self Portrait de forma exhaustiva y no del todo negativa. Al respecto, valoró positivamente canciones como «Living the Blues» y «Copper Kettle», mientras que la versión del tema de Paul Simon «The Boxer» fue calificada con la frase: «Jesús, ¿no es horrible?». El periodista, que también definió «All the Tired Horses» como la «canción más memorable del álbum», escribió: «A no ser que [Dylan] vuelva al mercado, con un sentido de vocación y ambición para mantenerse con sus propios dones, la música de mediados de la década de 1960 seguirá dominando sus discos, tanto si los publica como si no». En la misma reseña, Marcus también comentó: «Una vez dije que me compraría un disco de Dylan respirando pesadamente. Todavía lo haría. Pero no un álbum de Dylan respirando suavemente».

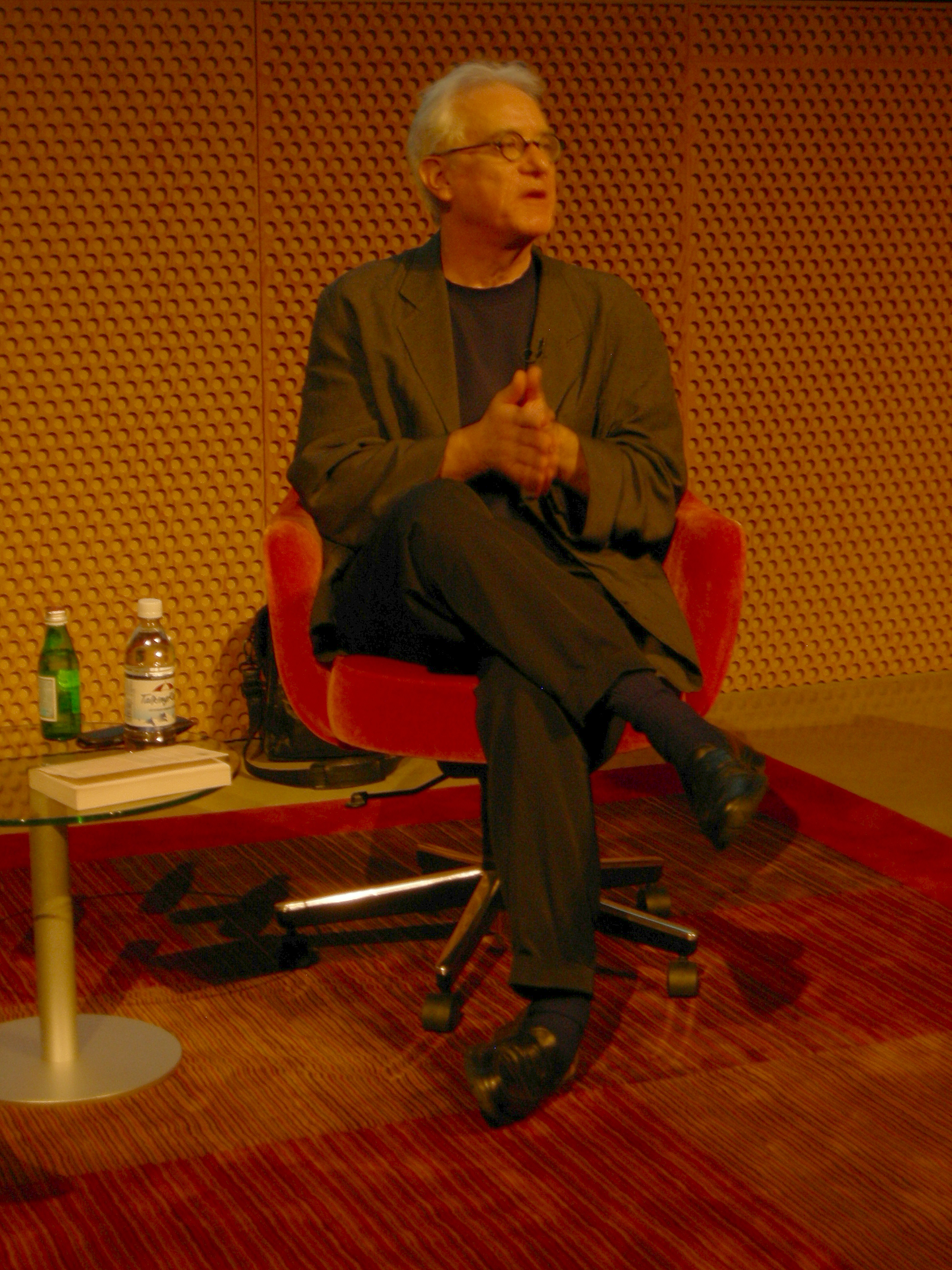
Greil Marcus encabezó su crónica de Self Portrait para la revista Rolling Stone con la frase: «What is this shit?».

Otros periodistas, incluyendo Robert Christgau, sintieron que había un concepto detrás de Self Portrait que le daba algún mérito. Según Christgau: «Conceptualmente, este es un álbum brillante, que está organizado, creo, en dos ideas centrales. Primero, ese self está bien definido —y representado— en términos de los objetos: en este caso, melodías pop y canciones folk reclamadas como propiedad personal y representaciones semiespontáneas de creaciones pasadas congeladas para la posterioridad en un pedazo de cinta y —quizás— incluso un par de canciones que escribió uno mismo. Segundo, que la música de la gente es la música que la gente quiere, cuerdas Mantovani y todo eso». Sin embargo, Christgau mostró escaso interés en la música: «No conozco a nadie, incluso a vociferantes partidarios del álbum, que escuchan más de una cara del disco. Yo no escucho nada. La voz no es buena, aunque tiene sus momentos, y la producción —de la que hay que culpar a Bob Johnston, aunque Dylan tiene que ser catalogado como cómplice— oscila entre lo indiferente y lo horrible. Es posible utilizar cuerdas y coros de soprano bien, pero Johnston nunca ha demostrado la habilidad. Otros puntos: es caro, la portada es pésima y suena bien en WMCA».
Los periodistas Jimmy Guterman y Owen O'Donell, en su libro The Worst Rock and Roll Records of All Time, situaron Self Portrait como el tercer peor disco de rock, solo superado por Metal Machine Music de Lou Reed y Having Fun with Elvis on Stage de Elvis Presley. Según Guterman y O'Donell: «La ruptura de The Beatles poco antes de la publicación de este álbum marcó el final de los años 1960; Self-Portrait sugirió el final de Bob Dylan».[cita requerida]
En críticas retrospectivas del catálogo musical de Dylan, Self Portrait ha seguido teniendo reseñas mixtas. Bill Flanagan, de Entertainment Weekly, en una crítica de la discografía del músico desde Bob Dylan hasta Under the Red Sky, otorgó a Self Portait una calificación de C y escribió: «Dylan se dispuso a grabar nuevas canciones, y lanzó un álbum doble de versiones tonteando entre toma y toma. Bastante tonto, en general». Por otra parte, Gilbert Cruz, de la revista Time, situó a «All the Tired Horses» como una de las diez peores canciones del catálogo musical de Dylan, mientras que George Starostin otorgó al álbum una reseña positiva y lo definió como uno de los álbumes más infravalorados del músico. Según Starostin: «La única diferencia con Nashville Skyline es que el material de Skyline es más o menos original, mientras que en Self Portrait hay más versiones de clásicos y oscuras canciones country».[cita requerida]
A pesar de las reseñas generalmente negativas de la prensa musical, Self Portrait fue el tercer álbum de estudio consecutivo, después de John Wesley Harding y Nashville Skyline, en alcanzar el primer puesto en la lista británica UK Albums Chart. En los Estados Unidos, el álbum llegó al puesto cuatro de la lista Billboard 200 y fue certificado como disco de oro por la RIAA al superar el medio millón de copias vendidas. En Australia alcanzó el puesto tres de la lista de discos más vendidos, una posición que también obtuvo en países como Noruega y Países Bajos. Por otra parte, «Wigwam», el único sencillo extraído del álbum, solo llegó al puesto cuarenta y uno en la lista estadounidense Billboard Hot 100, aunque obtuvo mejores resultados en países europeos como Países Bajos y Suiza, donde alcanzó los puestos tres y nueve respectivamente.

## Diseño y portada del álbum
Además del contenido, otro aspecto criticado de Self Portrait fue su portada, que muestra un autorretrato realizado por el propio Bob Dylan. La afición del músico por la pintura comenzó en 1968, durante su estancia en Woodstock, cuando visitaba el estudio de Bruce Dorfman, su vecino, que le enseñó a utilizar la pintura al óleo. Dylan comenzó imitando pinturas de Marc Chagall en el estudio de Dorfman, a quien solía visitar a diario durante su reclusión en Woodstock tras sufrir un accidente de motocicleta. Su afición por la pintura prosperó con los años, e incluso expuso su obra en exhibiciones de arte en ciudades como Milán y Londres.
Una pintura con una técnica similar a la de Self Portrait fue utilizada como portada de Music from Big Pink, el primer álbum de The Band con Capitol Records.

## Another Self Portrait (1969—1971)
En 2013, Sony Music y Legacy Recordings publicaron The Bootleg Series Vol. 10: Another Self Portrait (1969-1971), el décimo volumen de la colección The Bootleg Series con demos, descartes y tomas alternativas del periodo comprendido entre la grabación de los álbumes Nashville Skyline y New Morning. El doble álbum incluyó nueve canciones hasta entonces inéditas de las sesiones de grabación de Self Portrait, tales como «Pretty Saro», «Annie's Going to Sing Her Song», «Railroad Bill» y «Thirsty Boots», así como una demo de «Went to See the Gypsy» posteriormente grabada para el álbum New Morning.[cita requerida] El recopilatorio también incluyó una versión alternativa de «Alberta #3» y remezclas de canciones como «Little Sadie», «In Search of Little Sadie», «All the Tired Horses», «Wigwam» y «Days of '49» sin las sobregrabaciones añadidas por Bob Johnston.[cita requerida]
La edición deluxe de Another Self Portrait incluyó, además del material publicado en la edición estándar, un tercer disco con el concierto íntegro que Dylan ofreció con The Band en el Festival de la Isla de Wight en agosto de 1970, inédito hasta la fecha, así como una edición remasterizada de Self Portrait.[cita requerida]
A diferencia de Self Portrait, Another Self Portrait obtuvo en general buenas críticas de la prensa musical, con una calificación de 81 sobre 100 en la web Metacritic basada en diecisiete reseñas. Del conjunto de críticas, fue significativa la valoración de Greil Marcus, que pasó de calificar Self Portrait en su primera reseña para Rolling Stone como una «mierda» a decir de Another Self Portrait que es «simplemente fantástico».

## Lista de canciones
| Cara A |                                       |                                |          |  |
| N.º    | Título                                | Escritor(es)                   | Duración |  |
| 1.     | «All the Tired Horses»                |                                | 3:12     |  |
| 2.     | «Alberta #1»                          | Tradicional                    | 2:57     |  |
| 3.     | «I Forgot More Than You'll Ever Know» | Cecil A. Null                  | 2:23     |  |
| 4.     | «Days of '49»                         | Alan Lomax, John Lomax, Warner | 5:27     |  |
| 5.     | «Early Mornin' Rain»                  | Gordon Lightfoot               | 3:34     |  |
| 6.     | «In Search of Little Sadie»           | Tradicional                    | 2:27     |  |

| Cara B |                                                                                |                                             |          |  |
| N.º    | Título                                                                         | Escritor(es)                                | Duración |  |
| 7.     | «Let It Be Me»                                                                 | Gilbert Bécaud, Mann Curtis, Pierre Delanoe | 3:00     |  |
| 8.     | «Little Sadie»                                                                 | Tradicional                                 | 2:00     |  |
| 9.     | «Woogie Boogie»                                                                |                                             | 2:06     |  |
| 10.    | «Belle Isle»                                                                   | Tradicional                                 | 2:30     |  |
| 11.    | «Living the Blues»                                                             |                                             | 2:42     |  |
| 12.    | «Like a Rolling Stone» (Grabado en directo en el Festival de la Isla de Wight) |                                             | 5:18     |  |

| Cara C |                                                                                               |                                                   |          |  |
| N.º    | Título                                                                                        | Escritor(es)                                      | Duración |  |
| 13.    | «Copper Kettle (The Pale Moonlight)»                                                          | Alfred Frank Beddoe                               | 3:34     |  |
| 14.    | «Gotta Travel On»                                                                             | Paul Clayton, Larry Ehrlich, David Lazar, Tom Six | 3:08     |  |
| 15.    | «Blue Moon»                                                                                   | Lorenz Hart, Richard Rodgers                      | 2:29     |  |
| 16.    | «The Boxer»                                                                                   | Paul Simon                                        | 2:48     |  |
| 17.    | «Quinn the Eskimo (The Mighty Quinn)» (Grabado en directo en el Festival de la Isla de Wight) |                                                   | 2:48     |  |
| 18.    | «Take Me As I Am (Or Let Me Go)»                                                              | Boudleaux Bryant                                  | 3:03     |  |

| Cara D |                                                                             |                                 |          |  |
| N.º    | Título                                                                      | Escritor(es)                    | Duración |  |
| 19.    | «Take a Message to Mary»                                                    | Felice Bryant, Boudleaux Bryant | 2:46     |  |
| 20.    | «It Hurts Me Too»                                                           | Tradicional                     | 3:15     |  |
| 21.    | «Minstrel Boy» (Grabado en directo en el Festival de la Isla de Wight)      |                                 | 3:32     |  |
| 22.    | «She Belongs to Me» (Grabado en directo en el Festival de la Isla de Wight) |                                 | 2:43     |  |
| 23.    | «Wigwam»                                                                    |                                 | 3:09     |  |
| 24.    | «Alberta #2»                                                                | Tradicional                     | 3:12     |  |

## Personal
| Músicos - Bob Dylan: voz, guitarra, armónica y teclados - Byron Bach: violín - Brenton Banks: sintetizador y violín - George Binkley III: violín - David Bromberg: guitarra - Kenny Buttrey: batería - Fred Carter: guitarra - Marvin Chantry: viola - Ron Cornelius: guitarra - Charlie Daniels: bajo y guitarra - Rick Danko: bajo, violín y coros - Dorothy Ann Dillard: coros - Peter Drake: pedal steel guitar - Bubba Foller: guitarra - Fred Foster: guitarra - Dennis Good: trombón - Emanuel Green: violín - Levon Helm: batería, mandolina y coros - Freddie Hill: trompeta - Karl Himmel: batería - Garth Hudson: saxofón y teclados - Martin Katahn: coros - Doug Kershaw: violín - Al Kooper: guitarra y teclados | - Sheldon Kurland: violín - Richard Manuel: batería, teclados y coros - Martha McCrory: chelo - Charlie McCoy: guitarra y armónica - Ollie Mitchell: trompeta - Bob Moore: bajo - June Page: coros - Robbie Robertson: guitarra y coros - Albertine Robinson: coros - Al Rogers: batería - Maretha Stewart: coros - Gary VanOsdale: viola - Bob Wilson: órgano y piano - Stu Woods: bajo Equipo técnico - Al Clayton: fotografía - John Cohen: fotografía - Ron Coro: diseño del álbum - Bob Dylan: diseño de portada - Bob Johnston: productor musical - Glyn Johns: ingeniero de sonido - Don Puluse: ingeniero de sonido - Neil Wilburn: ingeniero de sonido |

## Posición en listas
| País           | Lista                  | Posición |
| -------------- | ---------------------- | -------- |
| Alemania       | Media Control Charts   | 29       |
| Australia      | ARIA Albums Chart      | 3        |
| Estados Unidos | Billboard 200          | 7        |
| Noruega        | VG-lista Top 40 Albums | 3        |
| Países Bajos   | Mega Albums Top 100    | 3        |
| Reino Unido    | UK Albums Chart        | 1        |

| Sencillo | País           | Lista                | Posición |
| -------- | -------------- | -------------------- | -------- |
| «Wigwam» | Alemania       | Media Control Charts | 33       |
| «Wigwam» | Estados Unidos | Billboard Hot 100    | 41       |
| «Wigwam» | Países Bajos   | Dutch Singles Chart  | 3        |
| «Wigwam» | Suiza          | Swiss Singles Chart  | 9        |

## Certificaciones
| Fecha               | País           | Organismo certificador | Certificación | Ventas certificadas |
| ------------------- | -------------- | ---------------------- | ------------- | ------------------- |
| 22 de junio de 1970 | Estados Unidos | RIAA                   | Oro           | 500 000             |